# Isocyamus
Az Isocyamus a felsőbbrendű rákok (Malacostraca) osztályának a felemáslábú rákok (Amphipoda) rendjébe, ezen belül a bálnatetűfélék (Cyamidae) családjába tartozó nem.

## Rendszerezés
A nembe az alábbi 4 faj tartozik:
- Isocyamus antarcticensis Vlasova in Berzin & Vlasova, 1982
- Isocyamus delphinii Guérin Méneville, 1836
- Isocyamus deltabrachium Sedlak-Weinstein, 1992
- Isocyamus kogiae Sedlak-Weinstein, 1992